# نخيل البياسافا
ليوبولدينيا بياسابا (بارا بياسافا, ألياف نخيل البياسافا, نخيل البياسافا) هو من النخيل الأصلي لنهر المياه السوداء في البرازيل الأمازونية وفنزويلا، والتي يتم استخراجها من البياسافا، وهي من الألياف كبيرة القطر وعالية المقاومة للماء. يصنع من ألياف البياسافا المكانس والسلال وغيرها من المنتجات. هذا النبات هو أيضا موطن طبيعي لحشرة رودنويس بريثيزي، وهو ناقل محتمل ل داء شاغاس، ويستشهد به فيفلورا براسيلينسيس بواسطة كارل فريدرش فيليب فون مارتيوس.

## روابط خارجية
- (بالfr+en) مرجع نظام المعلومات التصنيفية المتكامل (ITIS) : TSN {{{1}}}
- USDA Plants Profile: Leopoldinia piassaba
- (بالبرتغالية) Flora Brasiliensis:  Leopoldinia piassaba